# Aston Martin DB11
Aston Martin DB11 là một mẫu grand tourer 2 cửa, được sản xuất bởi hãng ô tô Anh Quốc Aston Martin trong giai đoạn từ 2016 đến 2023 nhằm thay thế dòng DB9 vốn đã có mặt trên thị trường từ những năm 2004 đến 2016. Với thiết kế do kỹ sư trưởng Marek Reichman chắp bút, DB11 được ra mắt lần đầu tại Triển lãm mô tô Geneva diễn ra vào tháng 3 năm 2016. Nắm giữ vai trò là sản phẩm đầu tiên nằm trong "kế hoạch Second Century" của Aston Martin, DB11 – tương tự như mẫu xe tiền nhiệm và những người anh em sử dụng chung nền tảng khung gầm khác – tích hợp một lượng lớn các bộ phận làm bằng nhôm trên khắp thân xe. Bên cạnh đó, DB11 còn được sản xuất theo hai kiểu dáng là coupe và mui trần, trong đó kiểu dáng thứ hai có tên gọi "Volante". Đến năm 2023, xe chính thức được thay thế bởi mẫu DB12.
Quá trình sản xuất DB11 bắt đầu diễn ra tại nhà máy Aston Martin ở Gaydon, Warwickshire vào tháng 9 năm 2016. Mẫu xe này cung cấp hai cấu hình động cơ chính: V8 4.0 L do Mercedes AMG sản xuất và V12 được chế tạo bởi Aston Martin. Phiên bản Volante của DB11 chính thức ra mắt vào tháng 10 năm 2017. Vào 2018, Aston Martin và phân nhánh đua xe của họ đã thay thế dòng DB11 sử dụng động cơ V12 bằng DB11 trang bị loại V12 AMR, với những thay đổi chủ yếu liên quan đến công suất động cơ. Ngoài ra, động cơ V8 cũng nhận được bản nâng cấp hiệu suất vào năm 2021.

## Lịch sử phát triển

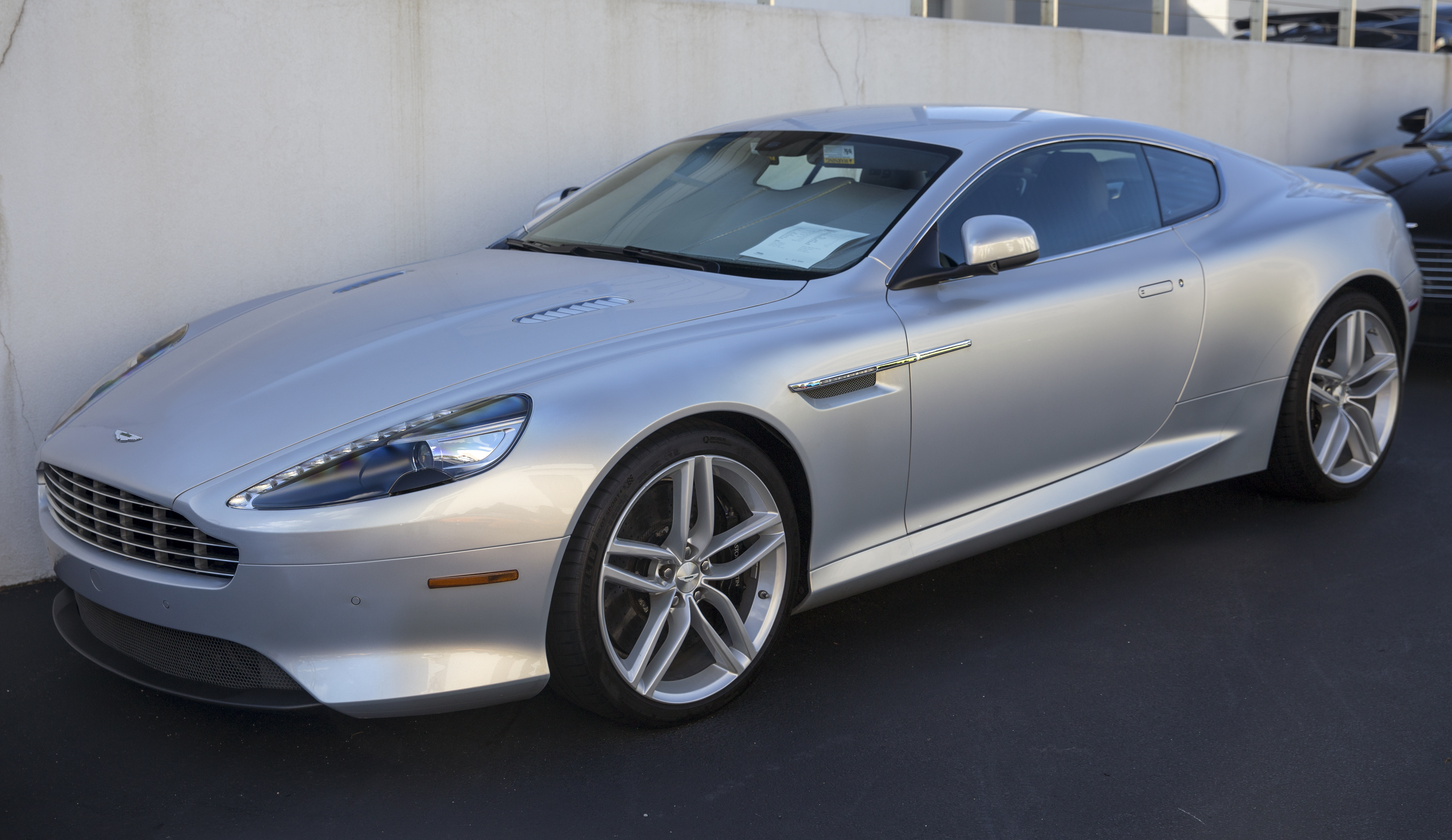
Aston Martin DB9, tiền nhiệm của DB11

Thương hiệu ô tô đến từ nước Anh Aston Martin bắt đầu sản xuất mẫu grand tourer DB9 vào tháng 1 năm 2004 tại nhà máy đặt ở xã Gaydon, Warwickshire. Đây là mẫu xe đầu tiên được thiết kế dựa trên khung gầm ngang dọc mà theo đó, các dòng xe trang bị loại khung gầm này đều phủ một lượng lớn nhôm trong suốt quá trình chế tạo. Nó đã trở thành nền tảng cho các mẫu Vantage ra mắt vào năm 2005, DBS trình làng năm 2007, Rapide góp mặt vào năm 2010, Vanquish xuất hiện năm 2012 cũng như Lagonda Taraf được giới thiệu trong năm 2014.
Vào năm 2015, Aston Martin thông báo rằng mẫu xe kế nhiệm DB9 sẽ mang tên gọi "DB11". Cùng với đó, hãng xe cũng tiết lộ về dải sản phẩm sắp sửa ra mắt thuộc "kế hoạch Second Century" (bao gồm DB11) và dự định giới thiệu phong cách thiết kế mới do Marek Reichman – người được Aston Martin bổ nhiệm làm thiết kế trưởng vào năm 2005 – phụ trách. Các báo cáo nội bộ của hãng chỉ ra rằng mục đích tạo ra dòng sản phẩm này là để giải quyết những chỉ trích xoay quanh những mẫu ô tô trên thị trường lúc bấy giờ, thông qua việc nhấn mạnh vào sự khác biệt từng chiếc xe, từ đó giúp chúng tiến gần hơn với vị thế của nhà sản xuất siêu xe nổi tiếng nước Ý là Ferrari.
Quá trình sản xuất của dòng DB9 đã đi vào hồi kết vào tháng 7 năm 2016, sau hơn mười hai năm ra mắt với 16.500 chiếc được chế tạo thành công. Trong khi đó, hậu duệ của nó là DB11 chính thức chào sân tại Triển lãm mô tô Geneva diễn ra vào tháng 3 năm 2016. Công đoạn sản xuất mẫu grand tourer này bắt đầu diễn ra vào ngày 28 tháng 9 năm 2016 tại cơ sở Aston Martin tọa lạc tại Gaydon. Để chứng minh cam kết của mình về chất lượng sản phẩm, tổng giám đốc điều hành lúc bấy giờ của hãng xe là Andy Palmer đã đích thân kiểm tra 1000 chiếc xe đầu tiên. Nhà máy Gaydon chịu trách nhiệm sản xuất DB11 cho đến khi chiếc xe cuối cùng xuất xưởng vào tháng 6 năm 2023. Mẫu xe kế tục của nó là Aston Martin DB12, ra mắt lần đầu tại Liên hoan phim Cannes 2023 tổ chức vào tháng 5.

## Thiết kế

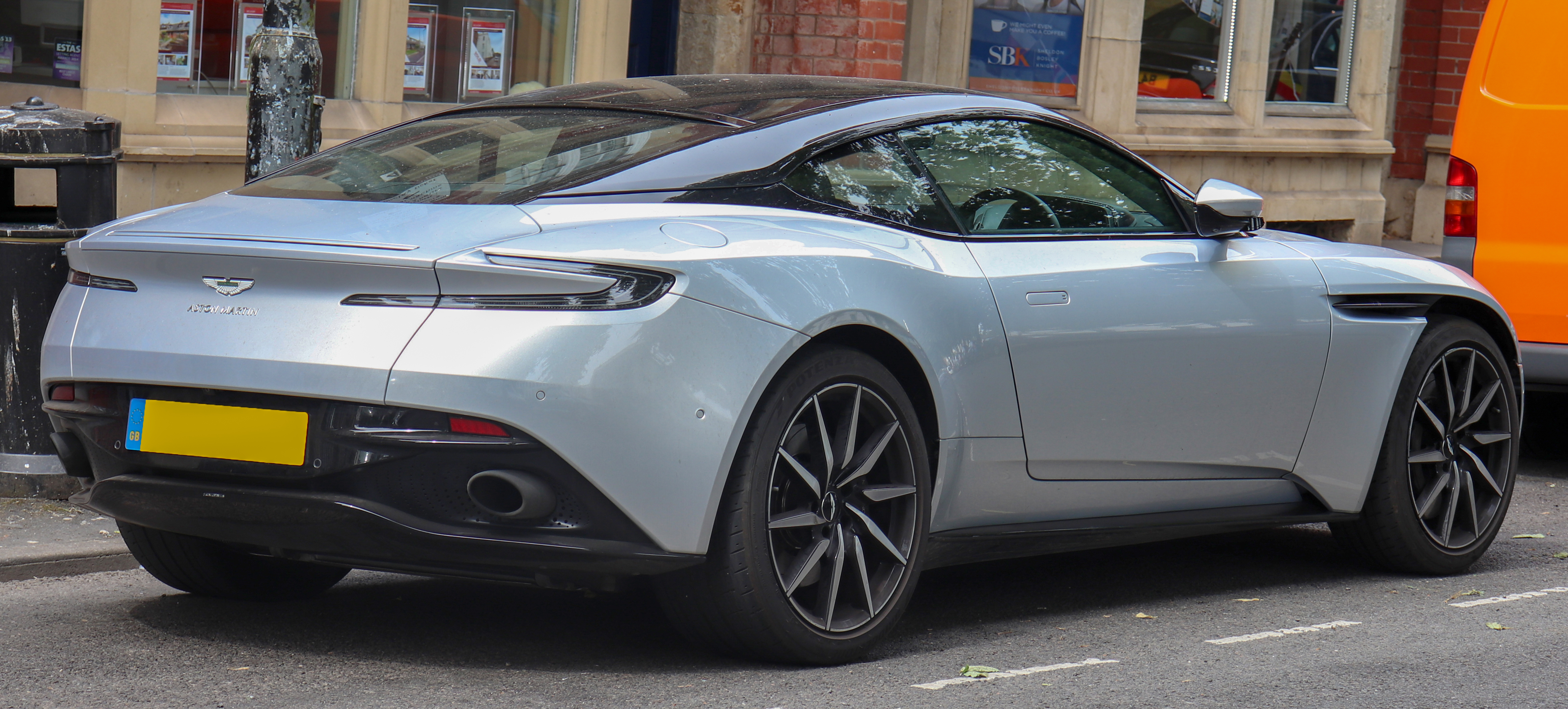
Đuôi xe DB11

Tương tự như mẫu xe tiền nhiệm, Aston Martin DB11 trang bị loại khung gầm có kết cấu gần như được phủ kín bởi nhôm. Điều này cũng được áp dụng trên các mẫu xe như Vantage thế hệ 2018 và DBS Superleggera. Mặc dù vậy, khung gầm của DB11 lại có phần nhẹ và cứng hơn so với DB9. Các tấm thân xe được làm từ cả nhôm và vật liệu composite, trong khi nắp capô là một thể liền khối. Bên cạnh đó, sự kết hợp của gầm xe phẳng cùng bộ khuếch tán hậu và tấm tách gió cỡ lớn lắp đằng trước đã góp phần điều chỉnh luồng không khí chạy dọc bên dưới DB11, từ đó làm giảm đáng kể lực nâng lên xe. Hơn nữa, DB11 còn được tích hợp công nghệ AeroBlade, thu nhận luồng không khí tốc độ cao từ hốc hút gió ở trụ C, sau đó đi qua các ống dẫn bên dưới thân xe rồi thoát ra  bằng các khe trên nắp cốp. Hệ thống này mô phỏng lại tác dụng của một chiếc cánh gió cỡ lớn gắn ở phía sau ô tô, giúp giảm thiểu lực cản mà không cần bổ sung thêm các chi tiết thân xe. Ngoài ra, độ hiệu quả của AeroBlade có thể được cải thiện nhờ cánh gió chủ động đóng mở khi xe chạy ở tốc độ cao.
Aston Martin DB11 vừa được mô tả là xe thể thao đầy hiệu năng vừa được xem là một chiếc grand tourer sang trọng. Đây cũng là một mẫu coupe 2 cửa chỉ cung cấp duy nhất cấu hình 2+2 chỗ ngồi. DB11 được trang bị hệ dẫn động cầu sau đi cùng động cơ đặt trước, và sử dụng hộp số tự động tám cấp do công ty ZF Friedrichshafen sản xuất. Công đoạn chế tạo mỗi chiếc DB11 đều diễn ra thủ công với sự tham gia của gần 600 kỹ sư và tiêu tốn khoảng 250 giờ để hoàn thành. Xe được trang bị các thanh chống lật và hệ thống treo tay đòn kép được giữ lại bởi các cuộn lò xo. DB11 sở hữu ba chế độ lái khác nhau cho cả hệ truyền động lẫn khung gầm, gồm Normal – phù hợp để di chuyển hàng ngày; Sport – cải thiện độ chính xác; và Sport+ – cải thiện những tính năng của chế độ Sport. Mẫu grand tourer này có tỉ lệ phân bố trọng lượng là 51/49 phần trăm tương ứng với nửa trước và nửa sau xe. Theo tạp chí Motor Trend, DB11 có mức tiêu thụ nhiên liệu kết hợp đạt mức 14 lít trên 100 kilômét (20 mpg‑Anh; 17 mpg‑Mỹ). Mặc khác, Auto Express thì cho biết mức phát thải CO2 của xe là 270 gam trên kilômét (15 oz/mi).

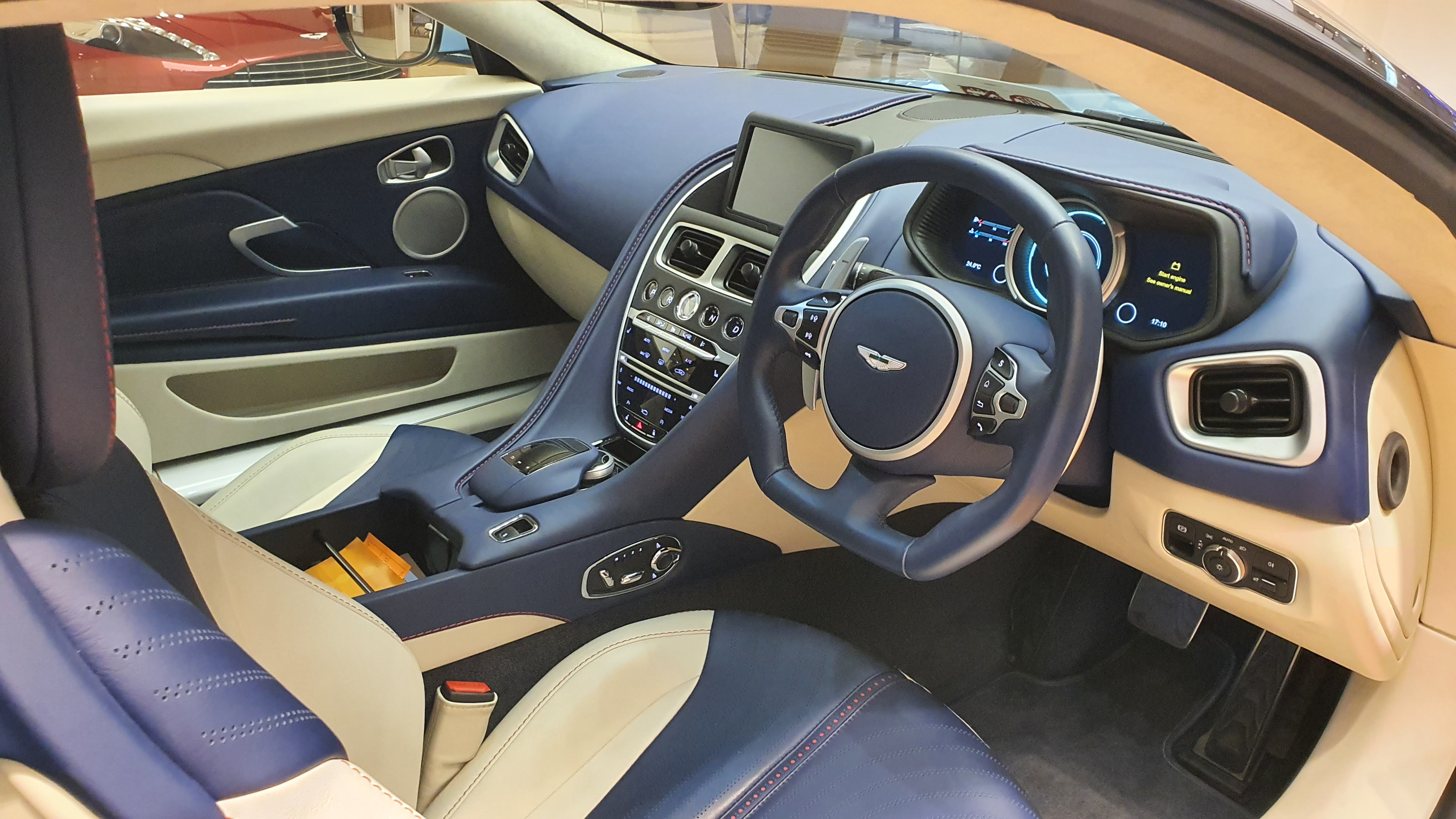
Nội thất của xe

Thiết kế cửa của DB11 tương tự như DB9 khi sử dụng loại có bản lề kiểu thiên nga. Người ngồi trên xe có thể truy cập hệ thống thông tin giải trí trên màn hình LCD thông qua núm điều khiển xoay hoặc tùy chọn bàn di chuột. Mỗi chiếc DB11 đều đi kèm hệ thống âm thanh 400-watt, USB playback, radio bắt sóng vệ tinh SiriusXM và điểm truy cập Wi-Fi tích hợp khả năng kết nối iPhone. Ngoài ra, chủ xe cũng có thể nâng cấp hệ thống âm thanh lên mức 700-watt hoặc bổ sung thêm các thiết bị của hãng Bang & Olufsen với công suất đạt 1,000-watt. Thể tích cốp của mẫu grand tourer này  270 lít (9,5 ft khối).

## Phiên bản

### DB11 V12
Phiên bản đầu tiên của DB11 được trang bị động cơ V12 tăng áp kép AE31 với dung tích 5.204 cc (5,2 L; 317,6 cu in). Động cơ này sản sinh ra công suất 600 mã lực (450 kW) tại vòng tua 6,500 vòng trên phút (rpm) và mô-men xoắn cực đại 700 newtơn mét (520 lb⋅ft) trong khoảng 1,500–5,000 rpm, giúp xe tăng tốc từ 0 đến 97 km/h (60 mph) trong 3,6 giây và đạt tốc độ tối đa 320 kilômét trên giờ (200 mph). Aston Martin bắt đầu phát triển loại động cơ V12 vào mùa hè năm 2012 dưới sự chỉ đạo của Brian Fitzsimons. Dự án này tiến triển một cách nhanh chóng, trong đó quá trình thử nghiệm giai đoạn đầu diễn ra vào tháng 10 năm 2012 và động cơ chính thức được đưa vào sản xuất vào tháng 1 năm 2013. Động cơ V12 thế hệ mới tiếp tục sử dụng hệ thống phun nhiên liệu thông thường thay vì phun trực tiếp do những lo ngại về khả năng tăng lượng khí thải dạng hạt ra môi trường. Nhờ sử dụng nhiều hợp kim nhẹ và tiết kiệm trọng lượng trong quá trình đúc trục khuỷu và ống xả, động cơ này chỉ nặng hơn khoảng 15 kg so với phiên bản hút khí tự nhiên.  DB11 trang bị V12 có thể hoành thành quãng đường một phần tư dặm trong vòng 11,7 giây.

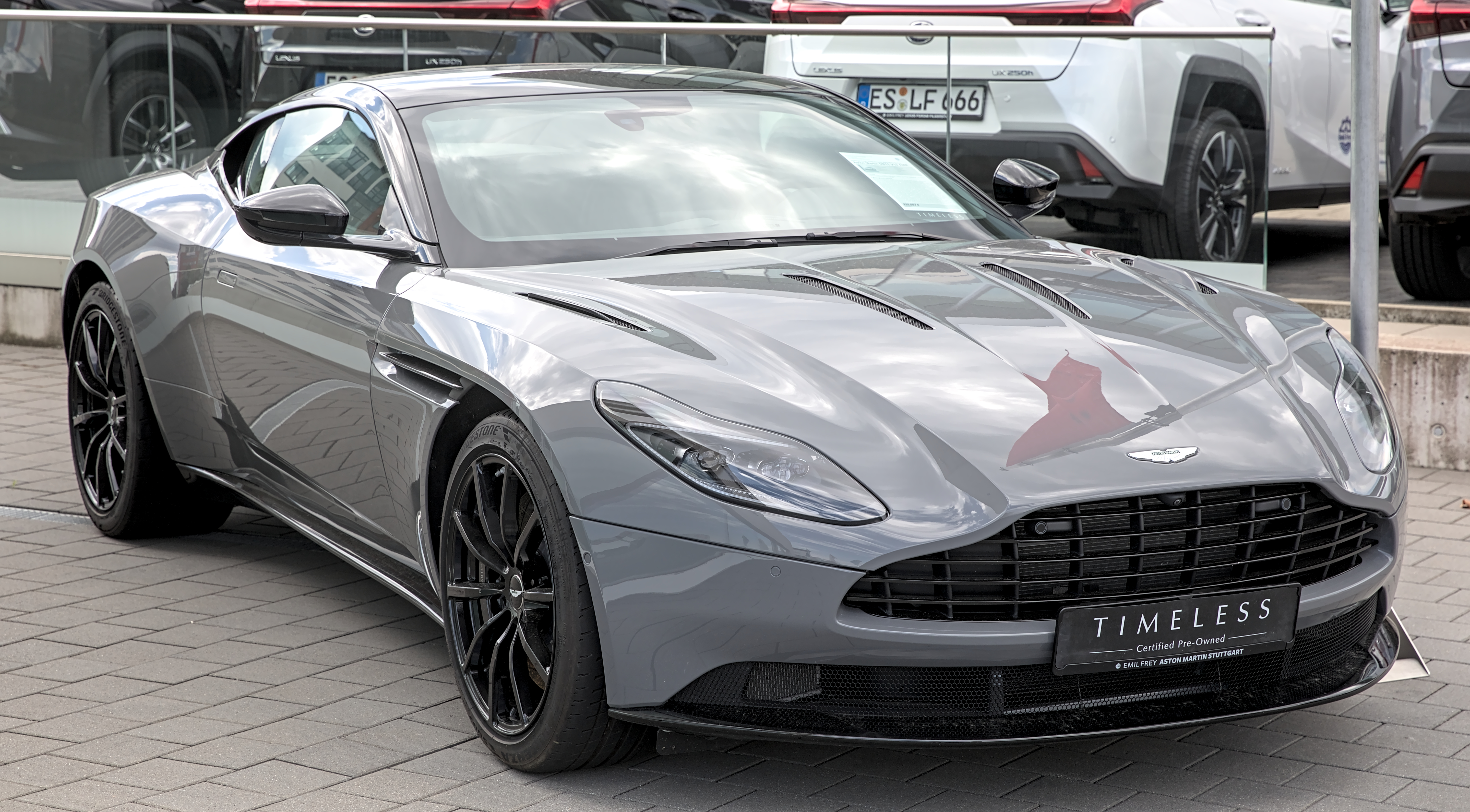
Aston Martin DB11 AMR

Tháng 5 năm 2018, Aston Martin cho ra mắt mẫu DB11 Aston Martin Racing (AMR), thay thế cho DB11 V12 và mang lại hiệu suất vượt trội so với phiên bản tiền nhiệm. Bản DB11 V12 trước đó đã được sản xuất trong 18 tháng. Phiên bản DB11 AMR này sản sinh ra công suất 630 mã lực (470 kW) tại 6,500 rpm và mô-men xoắn 700 newtơn mét (520 lb⋅ft) tại 1,500 rpm, giúp xe tăng tốc từ 0 đến 97 km/h (60 mph) trong vòng 3,7 giây và đạt tốc độ tối đa 335 kilômét trên giờ (208 mph). Nhà sản xuất đã chỉnh sửa hộp số của xe giúp chuyển số nhanh và mượt mà hơn, đồng thời làm hệ thống treo cứng và chắc chắn hơn, cũng như giảm bớt khối lượng của bộ mâm 20 inch ở mức 3,5 kilôgam (7,7 lb).
Aston Martin đã giới thiệu phiên bản DB11 AMR Signature Edition sản xuất giới hạn 100 chiếc ngay từ đầu giai đoạn sản xuất, với tông màu sơn Stirling Green cùng những điểm nhấn màu xanh chanh. Xe có khả năng tăng tốc lên 97 km/h (60 mph) trong vòng 3,5 giây – nhanh hơn 0,2 giây so với bản AMR tiêu . Quá trình bàn giao xe chính thức diễn ra vào quý hai năm 2018. Vào tháng 1 năm 2021, Aston Martin thông báo rằng họ sẽ không còn sử dụng tên gọi AMR trên các mẫu DB11 gắn động cơ V12 nữa, bởi đây là một phần trong chiến lược nâng cấp dải sản phẩm của hãng xe.

### DB11 V8
Aston Martin đã bổ sung thêm phiên bản DB11 trang bị động cơ V8 vào tháng 1 năm 2017, bên cạnh dòng V12 vốn đắt đỏ hơn. Với dung tích 4.0 L, động cơ tăng áp kép có tên mã M177 do Mercedes AMG sản xuất này làm cho xe nhẹ hơn 115 kilôgam (254 lb) so với biến thể V12, qua đó giúp trọng lượng không tải của nó chỉ nằm ở con số 1.760 kilôgam (3.880 lb). Bên cạnh đó, trọng lượng phân bổ của DB11 V8 cũng trái ngược hoàn toàn với bản V12 khi  trước xe chiếm 49 phần trăm, còn nửa sau thì đạt 51 phần trăm. Động cơ V8 sản sinh công suất 503 mã lực (375 kW) và mô-men xoắn 675 newtơn mét (498 lbf⋅ft), tạo điều kiện cho xe tăng tốc từ 0 đến 97 km/h (60 mph) trong vòng 4 giây và đạt tốc độ tối đa 301 kilômét trên giờ (187 mph). Vào tháng 7 năm 2021, Aston Martin đã hé lộ với công chúng về bản nâng cấp của DB11 V8. Phiên bản này có công suất được cải thiện lên mức 528 mã lực (394 kW), với thời gian tăng tốc từ 0 đến 97 km/h (60 mph) là 3,9 giây và có thể đạt tốc độ tối đa 309 kilômét trên giờ (192 mph).

### DB11 Volante
Vào tháng 10 năm 2017, Aston Martin cho trình làng phiên bản mui trần của dòng DB11 với tên gọi DB11 Volante. Volante có phân bổ trọng lượng 47/53 phần trăm và được trang bị động cơ V8 tăng áp kép 4.0 L tương tự như DB11 V8 coupe, mặc dù xe có mô-men xoắn lớn hơn ở mức 696 newtơn mét (513 lbf⋅ft). DB11 Volante có thể tăng tốc từ 0 đến 97 km/h (60 mph) trong 4,1 giây và đạt vận tốc tối đa 301 kilômét trên giờ (187 mph). Việc gia cố thêm phần thân xe phía dưới và bổ sung thêm chức năng đóng mở mui điện tử trong phiên bản này đã khiến trọng lượng của nó tăng thêm khoảng 110 kilôgam (240 lb).

## Đón nhận
Hầu hết những đánh giá xoay quanh Aston Martin DB11 đều tỏ lời khen ngợi mẫu xe. Nhà báo Jeremy Clarkson từ tờ The Sunday Times mô tả rằng DB11 "trên cả tuyệt ", đồng thời ví von "nếu bạn từng lưu lại ở Paris, hân hoan tại một bữa tiệc lúc 3 giờ sáng và chợt nhận ra mình phải có mặt tại một giải đấu quần vợt ở Monte Carlo vào chiều hôm sau, thì đây đích thị là mẫu xe dành cho bạn. Bạn sẽ đến nơi với cảm giác như thể bản thân mới vừa rời khỏi bồn tắm". Trong một bài đánh giá trên The Gazette, Peter Bleakney ca ngợi rằng DB11 Volante "dường  là mẫu grand tourer đẹp nhất có thể mua được bằng tiền" và là "một viên ngọc năng động, vừa mang lại cảm giác nhẹ nhàng như mong đợi, vừa cuốn hút, phấn khích và tỏa sáng khi được thử thách trên những cung đường khó nhằn". Jack Rix của Top Gear thì tuyên bố DB11 đã đánh dấu "một khởi đầu vững chãi cho danh mục xe mà bạn dự định mua trong tương lai, vốn sẽ được lấp đầy bởi những mẫu xe nhanh hơn và sáng giá hơn, nhưng không chiếc xế hộp nào lại phù hợp để tận hưởng hằng ngày như chiếc này, bất kể bạn muốn đến đâu đi chăng nữa". Jack Rix của Top Gear thì tuyên bố DB11 đã đánh dấu "một khởi đầu vững chãi cho danh mục sản phẩm mà bạn dự định mua trong tương lai, vốn sẽ được lấp đầy những mẫu xe nhanh hơn và sáng giá hơn, nhưng không chiếc xế hộp nào lại phù hợp để tận hưởng mỗi ngày như chiếc này, bất kể bạn muốn đến đâu đi chăng nữa".
Tạp chí Car chỉ trích thiết kế nội thất của DB11 AMR, viết rằng "nắp hộc chứa đồ mang lại cho ta cảm giác như thể nó sắp hỏng, còn thông tin giải trí thì nghèo nàn, nhất là hệ thống định vị qua vệ tinh", nhưng đồng thời gọi đây là "mẫu xe xinh đẹp để ta chiêm ngưỡng và cầm lái – đặc biệt là ở tốt độ cao". Cây bút Matt Saunders từ Autocar thì nhận định rằng bậu cửa "mỏng hơn DB9, giúp việc ra vào xe dễ dàng hơn khi ta chỉ việc bước vào khoang để chân có phần sâu và mang lại cảm giác rộng rãi". Vào năm 2017, Aston Martin DB11 giành chiến thắng giải Golden Steering Wheel (Vô lăng vàng) cho mẫu xe đẹp nhất năm.